# Dejan Koturović
Dejan Koturović (en serbe: Дејан Котуровић) ; né le 31 mars 1972 à Belgrade, dans la République socialiste de Serbie, en ex-Yougoslavie, est un joueur serbe de basket-ball, évoluant au poste de pivot.

## Palmarès
- Champion d'Europe 1995
- Champion du monde 2002